# Ghost Town (canción)
«Ghost Town» —en español: «Ciudad fantasma»— es una canción escrita por el cantante estadounidense Adam Lambert para su tercer álbum de estudio, The Original High. Fue lanzada como el primer sencillo del álbum el 21 de abril de 2015.

## Antecedentes
En julio de 2013, fue reportada la noticia de que Lambert había salido de su discográfica tras cuatro años, RCA Records, debido a "diferencias creativas" y que la discográfica lo empujó a grabar un álbum con canciones reversionadas de los años 1980. El día después de su anunciamiento, Lambert fue contactado por Warner Bros. Records. Un acuerdo con la discográfica fue confirmado por Billboard en enero de 2015, junto con noticias de su próximo álbum será producido por Max Martin y Shellback y estaba programado para lanzarse en el verano de 2015. La composición para el álbum comenzó a finales de 2014, con la grabación tomando lugar entre 2014 y 2015 en el lugar de nacimiento de los productores, Suecia.
Lambert primero reveló el título de su álbum en las redes sociales el 29 de enero de 2015, el día de su cumpleaños. En marzo de 2015, él dio a conocer detalles adicionales con respecto a la dirección musical del álbum en una entrevista con la revista Hunger TV. Describiendo el estilo de su álbum como menos "cursi" y teatral que su material previo, Lambert también identificó el género del álbum como "definitivamente pop pero no al estilo bubblegum". Lambert reveló la portada del sencillo el 16 de abril de 2015.

## Composición
Jason Lipshutz, un escritor de Billboard, notó que "Ghost Town" comienza con "un silbido del Viejo oeste, que une a las baladas de guitarra con lo electrónico". Los críticos de música notaron similitud entre la canción de Adam y la de Madonna, Ghosttown, debido a la similitud entre los títulos y la proximidad de los lanzamientos de las canciones. Lambert se sorprendió al saber que Madonna también tenía una canción con el mismo título, pero él dijo: "La suya es como una canción de amor post-apocalíptico, a medio tiempo, y el mío es como una danza existencial gótica. Así que son dos temas diferentes - que sólo comparten un título".

## Recepción crítica
Rob Copsey de Official Charts Company llamó a Ghost Town como "un regreso triunfal ... el tipo de canción que te obliga a sentarse y tomar nota." Lipshutz de Billboard comentó que "la pista podría utilizar un impulso de energía más grande, aunque la casa oscura queda bien con el traje de Lambert". Jon Caramanica de The New York Times dijo que: "tal vez es su mejor sencillo hasta la fecha ... [Lambert] se convierte en una diva de la casa, cantando con precisión y ambición, pero al servicio de la canción".

## Desempeño comercial
"Ghost Town" entró en la lista UK Singles, en el número 82. La semana siguiente, la canción trepó a la posición 71 con 5.637 copias vendidas.

## Vídeo musical
El vídeo musical de acompañamiento para "Ghost Town" fue dirigido por Hype Williams y estrenado el 29 de abril de 2015.

## Interpretaciones en directo
El 1° de mayo de 2015, Lambert interpretó "Ghost Town" en vivo por primera vez, luciendo un conjunto totalmente blanco, en The Ellen DeGeneres Show. De acuerdo con la revista Billboard, la actuación fue "inolvidable" y es "un perfecto complemento para el vídeo oficial" de la canción.
El 5 de junio de 2015, Lambert interpretó "Ghost Town" en la televisión holandesa durante el programa RTL Late Night, y el 6 de junio de 2015, en Finlandia durante el concierto "Live Aid Uusi Lastensairaala".
Actuaciones en vivo adicionales incluyeron el 15 de junio de 2015 durante el programa The Tonight Show Starring Jimmy Fallon y en Live With Kelly And Michael, el cual fue grabado el 16 de junio de 2015 y salió al aire en la mañana del 19 de junio de 2015.
El 19 de junio de 2015, Lambert interpretó "Ghost Town" como parte de la serie de conciertos de verano de Good Morning America en Central Park.
La canción fue interpretada durante la gira sudamericana 2015 de Queen + Adam Lambert. La versión incluye más guitarra.

## Posicionamiento en listas
| Lista (2015)                                | Mejor posición |
| ------------------------------------------- | -------------- |
| Australia (ARIA)                            | 17             |
| Bélgica (Flandes) (Ultratip Bubbling Under) | 30             |
| Bélgica (Valonia) (Ultratip Bubbling Under) | 24             |
| Canadá (Canadian Hot 100)                   | 81             |
| Dinamarca (Tracklisten)                     | 36             |
| Finlandia (OFC)                             | 15             |
| Alemania (Media Control AG)                 | 37             |
| Hungría (Single Top 40)                     | 22             |
| Irlanda (IRMA)                              | 68             |
| Países Bajos (Dutch Top 40)                 | 21             |
| Países Bajos (Mega Single Top 100)          | 15             |
| Polonia (Polish Airplay Top 100)            | 1              |
| Sudáfrica (EMA)                             | 6              |
| Suecia (Sverigetopplistan)                  | 56             |
| Reino Unido (UK Singles Chart)              | 71             |
| Estados Unidos (Billboard Hot 100)          | 73             |
| Estados Unidos (Adult Top 40)               | 22             |
| Estados Unidos (Mainstream Top 40)          | 30             |

### Certificaciones
| País           | Organismo certificador | Certificación | Ventas certificadas | Ref.   |
| -------------- | ---------------------- | ------------- | ------------------- | ------ |
| Alemania       | BVMI                   | Oro           | 200 000             | [ 42 ] |
| Australia      | ARIA                   | 2× Platino    | 140 000             | [ 43 ] |
| Austria        | IFPI — Austria         | Oro           | 15 000              | [ 44 ] |
| Dinamarca      | IFPI — Dinamarca       | Platino       | 60 000              | [ 45 ] |
| Estados Unidos | RIAA                   | Oro           | 500 000             | [ 46 ] |
| Países Bajos   | NVPI                   | 3× Platino    | 90 000              | [ 47 ] |
| Polonia        | ZPAV                   | 3× Platino    | 60 000              | [ 48 ] |
| Reino Unido    | BPI                    | 2× Platino    | 1 200 000           | [ 49 ] |
| Suecia         | IFPI — Suecia          | Platino       | 40 000              | [ 50 ] |